# Ceresium longicorne
Ceresium longicorne es una especie de escarabajo longicornio del género Ceresium, tribu Callidiopini, subfamilia Cerambycinae. Fue descrita científicamente por Pic en 1926.

## Descripción
Mide 6-13 milímetros de longitud.

## Distribución
Se distribuye por China, Japón y Corea.